# Юшковцы (Львовская область)
Юшковцы (укр. Юшківці) — село в Ходоровской городской общине Стрыйского района Львовской области Украины.
Население по переписи 2001 года составляло 187 человек. Занимает площадь 0,83 км². Почтовый индекс — 81711. Телефонный код — 3239.